# Prybirsk
Prybirsk (en ukrainien : Прибірськ, en russe : Приборск, Priborsk) est un village de 800 habitants (2004) situé au nord de l'oblast de Kiev en Ukraine.
Prybirsk est proche de la zone d'exclusion de Tchernobyl sur la rive gauche de la rivière Teteriv et sur la route régionale P-56. Le village, fondé en 1600, est le centre administratif du selvsoviet (municipalité rurale) du même nom dans le raïon d'Ivankiv. Le village Pyrohovytchi (Пироговичі) d'environ 200 habitants fait également partie de la commune. Le centre administratif du raïon d'Ivankiv est à 15 km au sud-ouest et la capitale Kiev est à environ 100 km au sud-est du village.